# Dueñas, Filippinerna
Dueñas (Bayan ng Dueñas) är en kommun i Filippinerna. Kommunen ligger på ön Panay, och tillhör provinsen Iloilo. Folkmängden uppgår till 30 882 invånare.

## Barangayer
Dueñas är indelat i 47 barangayer.
| - Agutayan - Angare - Anjawan - Baac - Bagongbong - Balangigan - Balingasag - Banugan - Batuan - Bita - Buenavista - Bugtongan - Cabudian - Calaca-an - Calang - Calawinan | - Capaycapay - Capuling - Catig - Dila-an - Fundacion - Inadlawan - Jagdong - Jaguimit - Lacadon - Luag - Malusgod - Maribuyong - Minanga - Monpon - Navalas - Pader | - Pandan - Ponong Grande - Ponong Pequeño - Purog - Romblon - San Isidro - Santo Niño - Sawe - Taminla - Tinocuan - Tipolo - Poblacion A - Poblacion B - Poblacion C - Poblacion D |